# سنجاب‌آرواره‌سانیان
سنجاب‌آرواره‌سانیان (نام علمی: Sciurognathi) نام یک زیرراسته از راسته جوندگان است.